# Elizabeth Caland
Elizabeth Caland (Rotterdam, 13 gennaio 1862 – Berlino, 26 gennaio 1929) è stata una pianista,  didatta e teorica della tecnica pianistica tedesca, di origine olandese.

## Biografia
Dopo essere stata allieva a Berlino di Ludwig Deppe ed essersi perfezionata con i coniugi Anna e Horace F. Clark-Steiniger, a loro volta discepoli di Deppe, insegnò pianoforte prima a Wiesbaden e poi, dal 1898 al 1915 a Berlino. 
Scrisse diversi libri sulla tecnica pianistica dedicati all'esposizione del "metodo" di Deppe, rivendicando a tal riguardo la sua priorità nei confronti di altri allievi del didatta di Alverdissen, come Horace F. Clark-Steiniger, con cui ebbe una vivace polemica. In realtà del "metodo Deppe", illustrato dalla Caland in Die Deppe'sche Lehre des Klavierspiels (L'insegnamento pianistico di Deppe) del 1897, avevano già scritto, oltre allo stesso Clark-Steiniger (1885), Amy Fay (1882), Hermann Klose (1886) e Tony Bandmann (1893). La questione della priorità era peraltro connessa al problema, ben più rilevante, di quali fossero gli effettivi  principi della tecnica insegnata, solo oralmente, da Deppe, principi di cui la Caland sostenne di essere l'unica interprete "autentica", tanto da promuovere ed autorizzare la denominazione "metodo Deppe-Caland".

## Il "metodo Deppe-Caland"
I principi del "metodo Deppe", secondo l'interpretazione della Caland, possono essere così sintetizzati: (a) eliminazione dei movimenti inutili ovvero movimenti "doppi" (così come avviene nel perfezionamento di qualsiasi attività psicofisica, per esempio, nel pattinaggio); (b) utilizzazione dei grandi muscoli della spalla e dorsali (infatti "la mano, in sé, è portatrice solo di una forza muscolare molto piccola" insufficiente a produrre il volume di suono di cui è capace il pianoforte);  (c) posizione della mano "portata un po' di traverso sui tasti" e con le dita a forma arrotondata che "devono essere alzate solo molto poco" al fine di evitare tensioni e contrazioni: bisogna  “lasciar cadere il dito” sul tasto; (d) tutti i movimenti disegnati dalla mano sono curvilinei ossia belli ed economici : “la mano alzata dai tasti viene portata verso le nuove note da suonare in archi più o meno ampi, definiti dalla durata delle pause. Questo movimento semplice e ponderato è il filo spirituale che conduce il pensiero dell'intero pezzo”. Si può quindi parlare di un'estetica del movimento (“kino-estetica”  o “fisio-estetica”) e sussiste una  corrispondenza tra la bellezza dei movimenti della mano del pianista e la bellezza della musica da lui eseguita.
Si tratta, a prima vista, di idee simili a quelle sostenute dai teorici coevi della tecnica del peso, come Steinhausen, Bandmann e (in parte) Breithaupt. Tuttavia il “metodo Deppe-Caland”, in cui del resto non si parla mai esplicitamente di peso e di tecnica del peso, si presenta con caratteristiche diverse. Infatti, pur nominando la  “caduta libera controllata”  della mano (concetto risalente a Deppe e che, non essendo associato alla gravità ossia al peso, resta comunque vago), la Caland non solo continua a ritenere possibile il raggiungimento dell'“indipendenza” e dell'“uguaglianza” delle dita (nozioni tipiche  dalla tecnica digitale tradizionale), ma asserisce che la mano deve essere “alleggerita come una piuma [leichter machen die Hand wie eine Feder] sostenuta dal braccio”, idea questa che sembra agli antipodi di quanto sostenuto dai teorici della tecnica del peso (in base alla quale la mano è l'ultimo anello della catena spalla-braccio-avambraccio-mano su cui si scarica il peso). Anche ipotizzando che l'espressione “alleggerire la mano” vada intesa nel senso di evitare contrazioni e irrigidimenti, la terminologia calandiana,  nonostante i riferimenti alle ricerche del fisiologo René du Bois-Reymond, appare perlomeno approssimativa proprio da un punto di vista fisiologico, come fu osservato da Steinhausen.
Steinhausen  sottolineò anche la mancata comprensione da parte della Caland del fondamentale movimento di rotazione dell'avambraccio. Criticò infine come antifisiologica l'idea calandiana di una “sensibilità concentrata nella punta delle cinque dita” paragonabile “alla sensazione che prova il musicista che studia uno strumento ad arco”, idea condivisa da altri pianisti e didatti (tra cui Maria Jaëll Trautmann e in qualche misura anche Breithaupt), ma basata sul misconoscimento della specificità organologica del pianoforte rispetto agli strumenti ad arco.
In conclusione, il metodo “Deppe-Caland”, pur contenendo diverse intuizioni di grande interesse, appare come un compromesso o, meglio, un importante  momento di transizione tra la tecnica digitale tradizionale e la nuova tecnica del peso.

### Opere di Elizabeth Caland
- Die Deppe'sche Lehre des Klavierspiels, Stuttgart, 1897, Ebner (IV ed. riveduta, id., 1912).
- Ludwig Deppe's Fünffingerübungen und sein mit Fingersatz und Pedalbrauch bezeichnetes Übungsmaterial (Esercizi di Deppe per le cinque dita e il suo materiale per esercizi con indicazioni di diteggiatura e di pedale), Stuttgart, 1899, Ebner'sche Hof- Musikalienhandlung (testo quadrilingue: tedesco, francese, olandese e inglese).
- Das künstlerische Klavierspiel in seinen physiologischen und physikalischen Vorgängen (Il modo artistico di suonare il pianoforte nei suoi processi fisiologici e fisici), Magdeburg, 1910.
- Technische Ratschläge für Klavierspieler (Consigli tecnici per pianisti), Stuttgart, 1902, Ebner (ristampa insieme a Die Deppe'sche Lehre des Klavierspiel, id., 1912).
- Die Ausnützung der Kraftquellen beim Klavierspiel (L'utilizzazione delle fonti di energia nel suonare il pianoforte), Stuttgart, 1905.
- Anhaltspunkte zur Kontrolle zweckmässiger Armbewegungen beim künstlerischen Klavierspiel (Punti di appoggio per il controllo di idonei movimenti del braccio nel modo artistico di suonare il pianoforte), Magdeburg, 1919.
- Praktische Lehrgänge für künstlerisches Klavierspiel (Corsi pratici per l'insegnamento artistico del pianoforte), Stuttgart, 1921.

#### Traduzioni
- Artistic piano playing as taught by Ludwig Deppe together with practical advice on questions of technique, The Olympian Pub. Co., 1903.
- La scuola pianistica di Ludwig Deppe (estratti da Die Deppe'sche Lehre des Klavierspiels, ed. 1902): v. Collegamenti esterni).

### Letteratura secondaria
- Alberto Basso (a cura di), Dizionario enciclopedico universale della musica e dei musicisti, Torino, 1988, Utet, Le biografie: vol. II, voce Caland Elizabeth.
- Luca Chiantore, Historia de la técnica pianística. Un estudio sobre los grandes compositores y el arte de la interpretación en busca de la Ur-Technik, Madrid, 2001, Alianza Editorial.
- Gerhard  Herrgott, Die Kunst des Anschlags: Elizabeth Caland und die Physio-Ästhetik des Klavierspiels (L'arte del tocco: Elizabeth Caland e la fisio-estetica pianistica), in „Berichte zur Wissenschaftsgeschichte“, vol. 31, n. 2, 2008, pp. 144–159.
- Robert Palmieri, Encyclopedia of Keyboard Instruments, vol. II, "The Piano".
- Paolo Spagnolo - Giovanni Stelli, Pianosophia. Tecnica e arte, Napoli, 2008, Guida.